# 10e regering van Israël
De 10e regering (ook bekend als het kabinet–Ben-Gurion VIII) was de uitvoerende macht van de Staat Israël van 1 november 1961 tot 26 juni 1963. Premier David Ben-Gurion (Mapai) stond aan het hoofd van een coalitie van Mapai, de Nationaal-Religieuze Partij, Verenigd in Arbeid en de Agudat Israëlische Arbeiders.

## Ambtsbekleders
| Ambtsbekleder                | Ambtsbekleder          | Ambtsbekleder                                      | Functie                                       | Ambtstermijn     | Ambtstermijn     | Partij                       |
| ---------------------------- | ---------------------- | -------------------------------------------------- | --------------------------------------------- | ---------------- | ---------------- | ---------------------------- |
|                              | David Ben-Gurion       | David Ben-Gurion דָּוִד בֶּן-גּוּרִיּוֹן (1886–1973)         | Premier                                       | 3 november 1955  | 26 juni 1963     | Mapai                        |
| Minister van Defensie        | David Ben-Gurion       | David Ben-Gurion דָּוִד בֶּן-גּוּרִיּוֹן (1886–1973)         | 21 februari 1955                              |                  | 26 juni 1963     | Mapai                        |
|                              | Levi Eshkol            | Levi Eshkol לֵוִי אֶשְׁכּוֹל (1895–1969)                  | Vicepremier                                   | 3 november 1955  | 26 juni 1963     | Mapai                        |
| Minister van Financiën       | Levi Eshkol            | Levi Eshkol לֵוִי אֶשְׁכּוֹל (1895–1969)                  | 25 juni 1952                                  |                  | 26 juni 1963     | Mapai                        |
|                              | Golda Meïr             | Golda Meïr גּוֹלְדָּה מֵאִיר (1898–1978)                  | Minister van Buitenlandse Zaken               | 18 juni 1956     | 12 januari 1966  | Mapai                        |
|                              | Chaim-Moshe Shapira    | Chaim-Moshe Shapira חיים משה שפירא (1902–1970)     | Minister van Binnenlandse Zaken               | 17 december 1959 | 15 juli 1970     | Nationaal- Religieuze Partij |
| Minister van Volksgezondheid | Chaim-Moshe Shapira    | Chaim-Moshe Shapira חיים משה שפירא (1902–1970)     | 1 november 1961                               | 12 januari 1966  |                  | Nationaal- Religieuze Partij |
|                              | Dov Yosef              | Dov Yosef דב יוסף (1899–1980)                      | Minister van Justitie                         | 1 november 1961  | 12 januari 1966  | Mapai                        |
|                              | Pinchas Sapir          | Pinchas Sapir פנחס ספיר (1906–1975)                | Minister van Economie                         | 3 november 1955  | 25 mei 1965      | Mapai                        |
|                              | Yigal Allon            | Rav Aluf Yigal Allon יִגְאָל אַלּוֹן (1918–1980)         | Minister van Arbeid                           | 1 november 1961  | 1 juli 1968      | Mapai                        |
|                              | Yosef Burg             | Yosef Burg יוסף בורג (1909–1999)                   | Minister van Sociale Zaken en Welzijn         | 17 december 1959 | 1 september 1970 | Nationaal- Religieuze Partij |
|                              | Abba Eban              | Abba Eban אבא אבן (1915–2002)                      | Minister van Onderwijs en Cultuur             | 1 augustus 1960  | 12 januari 1966  | Mapai                        |
|                              | Itzhak Ben-Aaron       | Itzhak Ben-Aaron יצחק בן-אהרן (1906–2006)          | Minister van Vervoer                          | 17 december 1959 | 28 mei 1962      | Verenigd in Arbeid           |
|                              | Israel Bar-Jehuda      | Israel Bar-Jehuda ישראל בר-יהודה (1895–1965)       | Minister van Vervoer                          | 28 mei 1962      | 4 mei 1965       | Verenigd in Arbeid           |
|                              | Moshe Dayan            | Rav Aluf Moshe Dayan משה דיין (1915–1981)          | Minister van Landbouw                         | 17 december 1959 | 4 november 1964  | Mapai                        |
|                              | Georg Josephthal       | Georg Josephthal ג'ורג 'יוסף (1912–1962)           | Minister van Huisvesting                      | 1 november 1961  | 23 augustus 1962 | Mapai                        |
|                              |                        |                                                    | Minister van Huisvesting                      | Vacant           |                  |                              |
|                              | Josef Almogi           | Josef Almogi יוסף אלמוגי (1910–1991)               | Minister van Huisvesting                      | 30 oktober 1962  | 25 mei 1965      | Mapai                        |
|                              | Georg Josephthal       | Georg Josephthal ג'ורג 'יוסף (1912–1962)           | Minister van Ontwikkelingen                   | 1 november 1961  | 23 augustus 1962 | Mapai                        |
|                              |                        |                                                    | Minister van Ontwikkelingen                   | Vacant           |                  |                              |
|                              | Josef Almogi           | Josef Almogi יוסף אלמוגי (1910–1991)               | Minister van Ontwikkelingen                   | 30 oktober 1962  | 25 mei 1965      | Mapai                        |
|                              | Bechor-Shalom Sheetrit | Bechor-Shalom Sheetrit בכור-שלום שטרית (1895–1967) | Minister van Openbare Veiligheid              | 14 mei 1948      | 2 januari 1967   | Mapai                        |
|                              | Zerach Warhaftig       | Zerach Warhaftig זרח ורהפטיג (1906–2002)           | Minister van Religieuze Zaken                 | 1 november 1961  | 10 maart 1974    | Nationaal- Religieuze Partij |
|                              | Eliahu Sasson          | Eliahu Sasson אליהו ששון (1902–1978)               | Minister van Communicatie                     | 1 november 1961  | 1 januari 1967   | Mapai                        |
|                              | Josef Almogi           | Josef Almogi יוסף אלמוגי (1910–1991)               | Minister zonder portefeuille (Algemene Zaken) | 1 november 1961  | 30 oktober 1962  | Mapai                        |
|                              | Shimon Peres           | Shimon Peres שִׁמְעוֹן פֶּרֶס (1923–2016)                 | Viceminister voor Defensie                    | 17 december 1959 | 25 mei 1965      | Mapai                        |